# Epipenaeon ovalis
Epipenaeon ovalis är en kräftdjursart som beskrevs av Pillai 1954. Epipenaeon ovalis ingår i släktet Epipenaeon och familjen Bopyridae. Inga underarter finns listade i Catalogue of Life.